# Gioventù bruciata
Gioventù bruciata (littéralement en français Jeunesse brûlée ou Rebelle sans cause) est le premier album studio du chanteur italien Mahmood sorti le 22 février 2019.

## Historique
Le titre de l'album Gioventù bruciata s'inspire du nom du film La Fureur de vivre (1955) ; le titre de l'album est identique au nom en italien du film.

## Pistes
Toutes les paroles sont écrites par Alessandro Mahmoud.
| No  | Titre                       | Paroles           | Musique                                           | Durée |
| --- | --------------------------- | ----------------- | ------------------------------------------------- | ----- |
| 1.  | Soldi                       |                   | Alessandro Mahmoud, Dario Faini, Paolo Monachetti | 3:15  |
| 2.  | Gioventù bruciata           |                   | A. Mahmoud, Stefano Ceri                          | 3:18  |
| 3.  | Uramaki                     |                   | Francesco Fugazza, Marcello Grilli                | 2:56  |
| 4.  | Il Nilo nel Naviglio        |                   | A. Mahmoud, Francesco Catitti                     | 3:07  |
| 5.  | Anni 90 (feat. Fabri Fibra) | Fabrizio Tarducci | F. Fugazza, M. Grilli                             | 3:19  |
| 6.  | Asia occidente              |                   | A. Mahmoud, F. Catitti                            | 3:49  |
| 7.  | Remo                        |                   | A. Mahmoud                                        | 3:08  |
| 8.  | Milano Good Vibes           |                   | S. Ceri                                           | 3:11  |
| 9.  | Sabbie mobili               |                   | S. Ceri                                           | 3:11  |
| 10. | Mai figlio unico            |                   | A. Mahmoud, S. Ceri                               | 3:00  |
|     | Bonus Track                 |                   |                                                   |       |
| 11. | Soldi (feat. Gué Pequeno)   | Dario Faini       | A. Mahmoud, D. Faini, P. Monachetti               | 3:15  |

## Classements hebdomadaires
| Classement (2019)            | Meilleure position |
| ---------------------------- | ------------------ |
| Italie (FIMI)                | 1                  |
| Suisse (Schweizer Hitparade) | 46                 |